# Перейра дос Сантос, Дуглас
Ду́глас Пере́йра дос Са́нтос (порт.-браз. Douglas Pereira dos Santos; род. 6 августа 1990, Монти-Алегри-ди-Гояс, Гояс) — бразильский футболист, правый защитник.

## Клубная карьера
Дуглас — воспитанник академии бразильского «Гойяса». 26 августа 2007 года состоялся дебют игрока в высшей лиге Бразилии в матче против «Фламенго». В своём дебютном сезоне он сыграл всего в двух матчах, а затем на долгое время стал игроком ротации. В 2012 году футболист был куплен командой «Деспортиво Бразил», но сразу же отправился в трёхлетнюю аренду в другой бразильский клуб — «Сан-Паулу». Там Дуглас зарекомендовал себя как прекрасный правый защитник.
В 2014 году игрок перешёл в испанскую «Барселону» за 4 млн евро и подписал с новым клубом пятилетний контракт. Дебютировал за «каталонцев» 25 сентября в матче чемпионата Испании против «Малаги». А в сезоне 2015/16 он лишь однажды вышел на замену, сыграв 14 минут. За два сезона Дуглас не сумел выиграть конкуренцию за место на правом фланге защиты у Дани Алвеса и крайне редко попадал в состав. Кроме того, в 2015 году в товарищеском матче против «Челси» получил серьезную травму бедра и выбыл на срок 8 недель. В сезоне 2014/15 25-летний бразилец сыграл два матча в Примере, проведя на поле 101 минуту. В сезоне 2015/16 Дуглас Перейра лишь однажды сыграл в Примере, выйдя на поле в матче против «Райо Вальекано», провёл на поле 12 минут.
29 июля 2019 года на правах свободного агента подписал контракт с турецкими клубом «Бешикташ». Когда выяснилось, что в чемпионате Турции 2020/21 будет ужесточён лимит на легионеров, Дуглас оказался вне заявки на сезон.

## Карьера в сборной
В составе молодёжной сборной Бразилии Дуглас принимал участие на молодёжном чемпионате мира 2009 года. Всего за эту сборную он провёл 12 встреч.

## Достижения
«Барселона»
- Чемпион Испании (2): 2014/15, 2015/16
- Обладатель Кубка Испании (2): 2014/15, 2015/16
- Обладатель Суперкубка Испании: 2016
- Победитель Лиги чемпионов УЕФА: 2014/15
- Обладатель Суперкубка УЕФА: 2015
- Победитель Клубного чемпионата мира: 2015

## Клубная статистика
| Выступление      | Выступление      | Выступление      | Лига | Лига | Кубок страны | Кубок страны | Еврокубки | Еврокубки | Прочие | Прочие | Итого | Итого |
| Клуб             | Лига             | Сезон            | Игры | Голы | Игры         | Голы         | Игры      | Голы      | Игры   | Голы   | Игры  | Голы  |
| ---------------- | ---------------- | ---------------- | ---- | ---- | ------------ | ------------ | --------- | --------- | ------ | ------ | ----- | ----- |
| Гояс             | Серия А          | 2009             | 14   | 0    | —            | —            | 1         | 0         | —      | —      | 15    | 0     |
| Гояс             | Серия А          | 2010             | 24   | 0    | 5            | 0            | 8         | 0         | 0      | 0      | 37    | 0     |
| Гояс             | Серия А          | 2011             | 26   | 5    | 0            | 0            | 0         | 0         | 0      | 0      | 26    | 5     |
| Гояс             | Итого            | Итого            | 64   | 5    | 5            | 0            | 9         | 0         | 0      | 0      | 78    | 5     |
| Сан-Паулу        | Серия А          | 2012             | 33   | 2    | 5            | 1            | 6         | 0         | 0      | 0      | 44    | 3     |
| Сан-Паулу        | Серия А          | 2013             | 26   | 1    | 0            | 0            | 16        | 0         | 15     | 0      | 57    | 1     |
| Сан-Паулу        | Серия А          | 2014             | 10   | 1    | 4            | 0            | 0         | 0         | 9      | 1      | 23    | 2     |
| Сан-Паулу        | Итого            | Итого            | 69   | 4    | 9            | 1            | 22        | 0         | 24     | 1      | 124   | 6     |
| Барселона        | Примера          | 2014/15          | 2    | 0    | 3            | 0            | 0         | 0         | —      | —      | 5     | 0     |
| Барселона        | Примера          | 2015/16          | 1    | 0    | 2            | 0            | 0         | 0         | 0      | 0      | 3     | 0     |
| Барселона        | Итого            | Итого            | 3    | 0    | 5            | 0            | 0         | 0         | 0      | 0      | 8     | 0     |
| Спортинг (Хихон) | Примера          | 2016/17          | 21   | 3    | 2            | 0            | —         | —         | —      | —      | 23    | 3     |
| Спортинг (Хихон) | Итого            | Итого            | 21   | 3    | 2            | 0            | 0         | 0         | 0      | 0      | 23    | 3     |
| Всего за карьеру | Всего за карьеру | Всего за карьеру | 157  | 12   | 21           | 1            | 31        | 0         | 24     | 1      | 233   | 14    |